# Anton Örn Elfarsson
Anton Örn Elfarsson, né le 16 septembre 1989, est un coureur cycliste islandais. 

## Biographie
En 2017, Anton Örn Elfarsson devient champion d'Islande sur route. Il fait également partie des premiers cyclistes islandais sélectionnés pour les championnats d'Europe de Herning. Lors de l'épreuve en ligne, il se distingue en figurant dans l'échappée matinale.

## Palmarès et résultats

### Palmarès par année
- 2017
  -  Champion d'Islande sur route

### Classements mondiaux
| Année           | 2017 |
| --------------- | ---- |
| UCI Europe Tour | 925e |